# Стресснер, Альфредо
Альфре́до Стрёсснер Матиауда (в русскоязычных источниках чаще Стре́сснер, также иногда встречается Стросснер; исп. Alfredo Stroessner Matiauda, испанский: [alˈfɾeðo esˈtɾosneɾ]; 3 ноября 1912, Энкарнасьон, Парагвай — 16 августа 2006, Бразилиа, Бразилия) — парагвайский военный, политик и государственный деятель. Генерал парагвайской армии, участник Чакской и гражданской войн. В результате военного переворота 1954 года стал президентом Парагвая. С 15 августа 1954 по 3 февраля 1989 стоял во главе крайне правого диктаторского режима. Восемь раз переизбирался на несвободных выборах. Парагвайский стронизм характеризовался криминализацией социальной системы, жёсткой репрессивной политикой, интенсивным экономическим развитием. Являлся одним из лидеров мирового антикоммунизма. Свергнут в результате военного переворота, скончался в эмиграции. Его правление продолжалось почти 35 лет, став одним из самых длительных в истории Латинской Америки.

## Происхождение
Альфредо Стресснер родился 3 ноября 1912 года в семье немецкого иммигранта. Его отец — Хуго Штрёсснер (нем. Hugo Stroessner, Strössner, Strößner), родом из баварского города Хоф, работал счетоводом на пивоварне. Мать — Эриберта Матиауда (исп. Heriberta Matiauda) — происходила из богатой семьи парагвайских креолов, была известна националистическими взглядами. Связи влиятельной матери обеспечивали Альфредо эффективное социальное продвижение.
В 16 лет, после окончания школы, поступил в Военное училище имени Франсиско Солано Лопеса. Проявил неординарные способности, отмеченные преподавателями. При помощи своего дяди Висенте Матиауды с 20-летнего возраста (прежде положенного четырёхлетнего срока обучения) лейтенант Стресснер состоял на действительной службе в парагвайской армии.

## Военная служба и политическая позиция
В 1932—1935 находился на Чакской войне с Боливией (среди его командиров был русский белоэмигрант генерал Иван Беляев). Участвовал в сражении за форт Бокерон сентября 1932 года, которое считается определившим ход войны и в конечном счёте её исход. «Крещение огнём при Бокероне» впоследствии занимало важное место в официальных биографиях Стресснера, в насаждении его культа личности (при этом опускался тот факт, что парагвайская сторона при Бокероне на порядок превосходила боливийскую).
Капитан Стресснер отличился в боях как храбрый офицер. Он показал себя также умелым тактиком, способным и эффективно атаковать, и маневрировать при отступлении.
После войны сделал быструю военную карьеру. С 1940 имел звание майора, с 1945 — полковника, с 1946 состоял при Генеральном штабе. Прошёл военную стажировку в Бразилии, однако вынужден был бежать оттуда из-за причастности к антиправительственному заговору (был вывезен в кузове грузовового автомобиля, за что получил кличку Coronel Camión — Полковник Грузовик). В 1948 получил звание бригадного генерала, став самым молодым генералом в Латинской Америке.
Политически придерживался крайне правых реакционных взглядов, был убеждённым националистом и непримиримым антикоммунистом. Участвовал в гражданской войне 1947 года на стороне правых сил. Командовал крупным соединением правительственных сил Мориньиго. Войска под командованием Стресснера сыграли важную роль в исходе войны: артиллерийская дивизия, подтянутая из Парагуари, остановила левых повстанцев, штурмовавших Асунсьон. После этого повстанцы были отброшены, восстание подавлено правительственной армией и парамилитарными формированиями Guión Rojo при аргентинской поддержке.
В 1951 вступил в правоконсервативную партию Колорадо.

## Приход к власти
Послевоенная обстановка в Парагвае отличалась политической нестабильностью. За семь лет в стране сменились шесть президентов. Все они, кроме Мориньиго, отстранённого в 1948 году, представляли партию Колорадо и были заинтересованы в поддержке армии. Принципиальных идейно-политических разногласий с президентами-колорадистами Стресснер не имел. Однако считал необходимым установление военной диктатуры для «подавления анархии» и проведения жёсткого курса. Кроме того, Стресснера и его единомышленников не устраивали некоторые ситуативные, но важные элементы государственной политики.
В 1949 Стресснер помог отстранить Хуана Наталисио Гонсалеса, в котором видел опасного конкурента в борьбе за власть (Гонсалес имел собственные вооружённые силы в лице Guión Rojo). Затем он поддержал переворот Фелипе Моласа Лопеса со свержением президента Раймундо Ролона. Наконец, в том же году он поддержал Федерико Чавеса.
В 1954 президент Чавес присвоил А. Стресснеру звание дивизионного генерала и назначил главнокомандующим вооружёнными силами Парагвая. К тому времени Стресснер заручился поддержкой большей части генералитета, офицерского корпуса и функционеров Колорадо. Его социально-политической базой являлось консервативно настроенное крестьянство, заинтересованное в сильном авторитарном режиме для защиты собственности и социальных традиций. Как герой Чакской войны он обладал широкой популярностью в стране.
В 1952, в условиях экономического банкротства и коррупционного разгула, Федерико Чавес назначил председателем парагвайского Центробанка популярного интеллектуала Эпифанио Мендеса Флейтаса. Экономические трудности побудили Мендеса Флейтаса обратиться за финансовой и методологической помощью к президенту Аргентины Хуану Доминго Перону. Это вызвало резкий отпор консервативного крыла Колорадо, негативно относившегося к Перону. Дабы укрепить своё положение, Чавес решил усилить вооружённость и расширить полномочия полиции. Стресснер посчитал это попыткой создать собственные вооружённые силы, противостоящие армии (как ранее у Гонсалеса). Военный переворот стал вопросом времени. В его подготовке Стресснер заручился поддержкой Мендеса Флейтаса и лидера Колорадо Томаса Ромеро Перейры.
3 мая 1954 доверенный военачальник президента полковник Нестор Феррейра распорядился арестовать майора Вирхилио Кандиа, известного как сторонника Мендеса Флейтаса и Стресснера. Вечером 4 мая 1954 отряд армейских коммандос по приказу Стресснера атаковал штаб-квартиру национальной полиции в Асунсьоне. В перестрелке погиб начальник полиции Роберто Петти. Вскоре был арестован президент Ф. Чавес. На следующий день все ключевые объекты были в руках мятежников. Устроители переворота объявили временным президентом Томаса Ромеро Перейру. Реальная власть фактически перешла к Стресснеру.
11 июля 1954 были организованы безальтернативные президентские выборы. Все голоса, признанные действительными – более 2,36 млн – были поданы за А. Стресснера. 15 августа 1954 он официально вступил на пост президента Парагвая. В стране утвердился режим, впоследствии получивший название «стронизм».

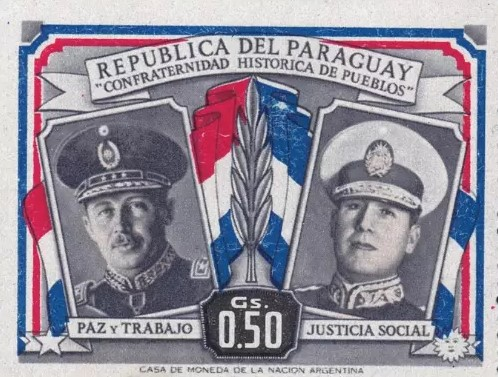
Почтовая марка 1955 года с изображением Стресснера (слева) и Хуана Перона (справа)

## Правление

### Диктатура
Практически сразу Стресснер ввёл в стране военное положение, которое с тех пор продлевалось каждые 90 дней (за исключением краткого периода в 1959) и было отменено только в 1987. Гражданские права, и в особенности политические свободы граждан страны, были жёстко ограничены. Политическая оппозиция фактически поставлена вне закона. Все партии, кроме Колорадо, запрещены, над прессой установлена жёсткая политическая цензура. Таким образом ограждалось единовластие Стресснера и его окружения, состоявшего из ветеранов Чакской войны (вторым лицом государства первоначально был генерал Сезар Баррьентос) и идеологических единомышленников-колорадистов.
Эти действия обосновывались прежде всего тремя задачами: наведением порядка после многолетнего хаоса, обеспечением экономического роста и отпором коммунистической угрозе. Принципы демократии формально не отрицались и даже пропагандировались. Ключевой законодательный акт политической диктатуры назывался вначале Закон о подавлении коммунизма, после чего был переименован в Закон о защите демократии.

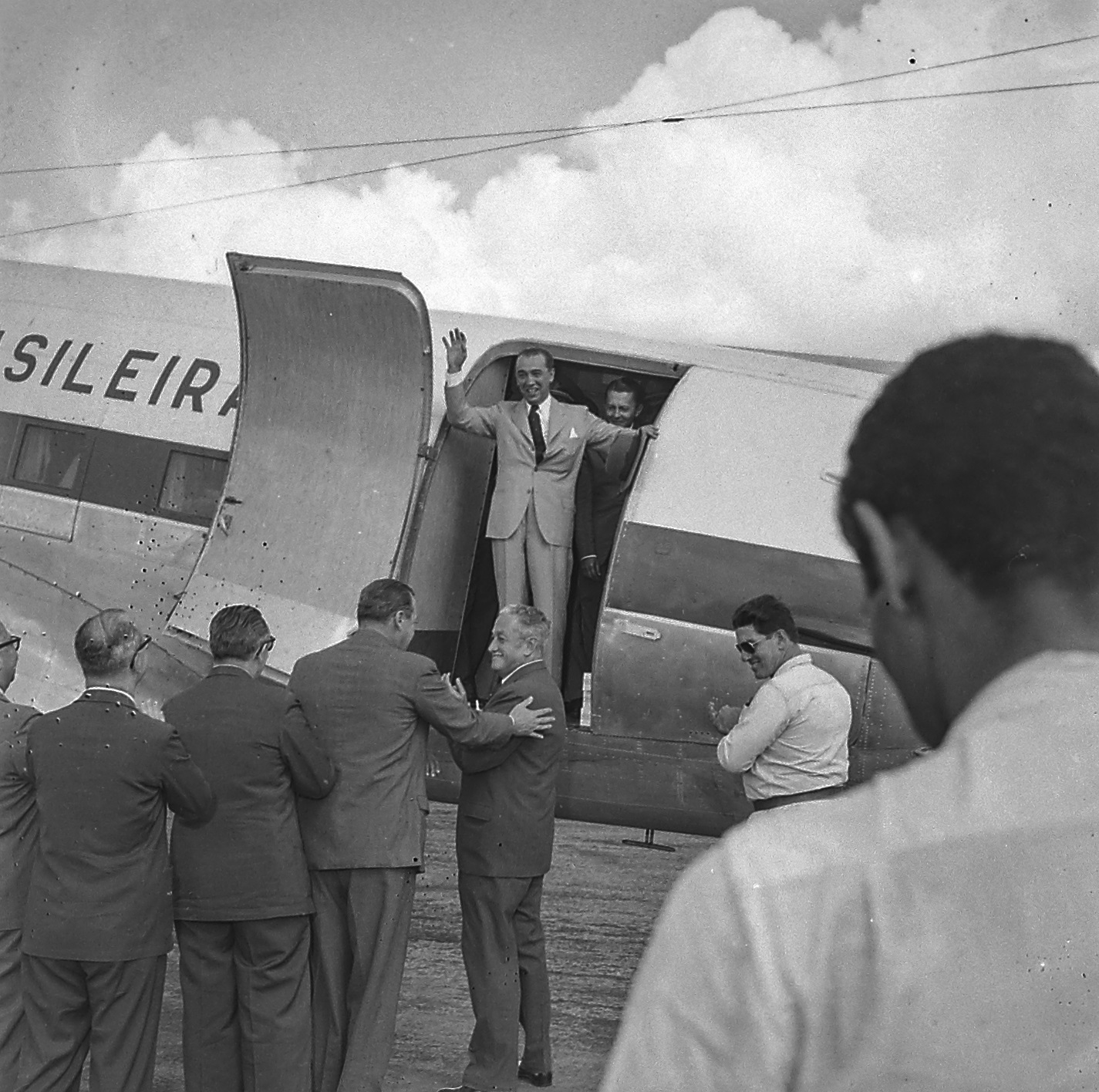
Стресснер и Жуселину Кубичек в Бразилиа, 1958 год.

Первые годы стресснеровского правления прошли под знаком борьбы за удержание и закрепление власти. Наиболее активное сопротивление Стресснер встретил в своей же партии Колорадо. Влиятельная группировка политиков во главе с бывшими президентами Хуаном Наталисио Гонсалесом и Фелипе Моласом Лопесом рассматривала Стресснера как переходную фигуру. Эти деятели продвигали на президентский пост Эпифанио Мендеса Флейтаса. Их поддерживали некоторые военачальники и перонистская Аргентина. Необходимость жёсткой бюджетно-финансовой экономии подрывала позиции Стресснера среди рабочих, бизнесменов, чиновников и даже военных, привыкших к неограниченным кредитам. Мендес Флейтас укреплял свои позиции обещаниями смягчить кредитно-денежную политику. Государственный переворот был запланирован на конец 1955.
Однако Стресснер решился на упреждающую чистку в партии и армии. Его задачу облегчили эмиграция Гонсалеса, кончина Моласа Лопеса и свержение Перона. Планы Мендеса Флейтаса оказались сорваны, и в 1956 он покинул Парагвай. В 1958 Стресснер провёл референдум, по итогам которого объявил о своём переизбрании на президентский пост вновь со 100%-ным результатом.
Во второй половине 1950-х на первый план вышла более радикальная оппозиция – социал-демократы Революционной фебреристской партии (РФП), левое крыло Либеральной партии (ЛП), подпольная Парагвайская коммунистическая партия (ПКП). Они развернули партизанскую войну при поддержке Аргентины, Кубы и Венесуэлы. В 1958 страну охватила крупнейшая на тот момент в истории Парагвая всеобщая забастовка. Такой расклад тем более позволил Стресснеру объявить всякую оппозиционность коммунистическим заговором против свободы, нации, религии и собственности.
Стресснер сделал ставку на силовое подавление. Его позиции усиливались поддержкой консервативной массы крестьянства. Карательный аппарат режима с 1956 возглавил преданный сподвижник Стресснера министр внутренних дел Эдгар Инсфран – яростный антикоммунист, воевавший в гражданскую войну в рядах Guión Rojo. Против партизан были брошены армейские части, полиция и колорадистское крестьянское ополчение Py Nandi, отличавшееся особой жестокостью (современные исследователи считают парамилитарную ополченскую традицию одной из основ стресснеровской диктатуры). Одновременно были нанесены удары по городским профсоюзам. В мае 1959 подавлены студенческие беспорядки в Асунсьоне. В 1963 раскрыт и жёстко подавлен офицерский заговор в пользу Мендеса Флейтаса.
Подавив эти выступления, Стресснер посчитал целесообразной определённую либерализацию. С 1962 в Парагвае были разрешены оппозиционные партии – ЛП, Радикальная либеральная партия, Христианско-демократическая партия и даже умеренное крыло РФП. Под запретом оставалась ПКП и радикальные группы либералов и социалистов. Отношение же к символической оппозиции, не претендовавшей на власть, было довольно терпимым. Стресснеру приписывается фраза, сказанная именно в этот период его правления: «Как бы ни прошли парламентские выборы – по их результатам оппозиции всегда нужно оставлять минимум 15 % голосов избирателей». В официальной пропаганде усилилась «демократическая» риторика, но подчёркивался принцип «демократия без коммунизма» (оппоненты заявляли, что более адекватно звучала бы формулировка «антикоммунизм без демократии»). В 1966 был снят с должности министра внутренних дел Эдгар Инсфран, с которым ассоциировались жестокие репрессии первого стронистского десятилетия. К президентским выборам 1963 впервые был допущен представитель оппозиции – либерал Эрнесто Гавилан. Однако А. Стресснер получил более 92 % голосов.
В 1967 вступила в силу новая конституция Парагвая, формально расширявшая полномочия парламента, гарантировавшая гражданско-политические и социально-экономические права граждан (особенно в сравнении с откровенно авторитарным Основным законом 1940). При этом новая конституция гарантировала Стресснеру право на дальнейшие переизбрания. Избирательный процесс плотно контролировался государственными инстанциями и структурами Колорадо. Реально опасные конкуренты от выборов отсекались, агитация ограничивалась, оперативно мобилизовывался лояльный электорат, регулярно применялись фальсификации. Часто на избирательных участках не было бюллетеней оппозиции, кабины для голосования ставились под открытым небом, выборы проходили под прямым наблюдением полиции.
В выборах 1968, 1973, 1978, 1983 и 1988 участвовали оппозиционные кандидаты – либералы и фебреристы – но Стресснер неизменно получал от 70 % до 90 % голосов. Перед выборами 1978 он собрал совещание руководства Колорадо и высшего генералитета, на котором поставил вопрос, не следует ли ему отойти от активной политики. Большинство участников совещания высказались категорически против. Однако было высказано мнение о допустимости ухода Стресснера в «почётные президенты» и выдвижения на пост главы государства кандидатуры генерала Андреса Родригеса, командира 1-го армейского корпуса. Тогда Стресснер решительно отозвал собственное предложение и заявил, что «принимает новую жертву» – то есть остаётся на президентском посту.
В парламенте присутствовали депутаты от Либеральной и Радикальной либеральной партий, но прочное большинство всегда оставалось за партией Колорадо. В правящую партию зачислялась большая часть населения Парагвая; в некоторых местностях – практически все взрослые жители. Только члены Колорадо могли рассчитывать на стабильное трудоустройство, выгодную службу, льготные условия бизнеса, получение кредита в банке.
Стресснер приложил серьёзные усилия для создания массовой опоры режима. В его политике – социальной, экономической культурной – значительное место занимали популистские мотивы. В полной мере использовался потенциал Колорадо, которая издавна располагала поддержкой значительной части крестьянства и интеллигенции. Были созданы крестьянские, предпринимательские, профсоюзные, студенческие, церковно-католические, культурные организации стронистской направленности. Они объединялись Комиссией гражданских антикоммунистических организаций (Comisión de Entidades Cívicas Anticomunistas, CECA). Важным орудием режима оставались Py Nandi: ополченцы были мобилизованы на простресснеровские демонстрации в августе 1973, прошедшие в ответ на оппозиционные акции. Диктатор создал своеобразную «систему сдержек и противовесов». Подчинённые Стресснеру по партийной линии Py Nandi являлись альтернативной вооружённой силой, ограничивавшей амбиции армейского командования.
Активно действовали и другие силовые бригады стронистов по типу “эскадронов смерти” – Macheteros de Santani, Garroteros, Grupos de Acción Anticomunista (GAA). Во главе этих группировок стояли либо силовики режима, либо функционеры Колорадо, формально не находившиеся на госслужбе, но тесно связанные с полицейскими инстанциями. Примером первого рода являлся начальник следственного департамента полиции Пастор Коронель (командир macheteros), примером второго – председатель партийной 14-й секции Рамон Акино (командир garroteros). Оба были личными друзьями Стресснера.

Стресснер (справа) и Президент Бразилии Умберту Кастелу Бранку во время церемонии открытия Моста Дружбы на границе Парагвая и Бразилии, 27 марта 1965 года.

Со второй половины 1960-х окончательно определился персональный состав правящей верхушки стронизма. Верховная власть безраздельно принадлежала А. Стресснеру. Его ближайшее окружение именовалось Cuatrinomio de oro — «Золотой квадрат»: министр внутренних дел Сабино Монтанаро, министр юстиции и труда Эухенио Хаке, министр здравоохранения Адан Годой, личный секретарь президента Марио Абдо Бенитес-старший. Монтанаро курировал карательную политику режима, Хаке – администрацию и юстицию, Годой – социальную политику, Абдо Бенитес выполнял при Стресснере функции своеобразного «консильери». Впоследствии они были охарактеризованы как «ужасающий министр внутренних дел, скучный министр здравоохранения, фольклорный, но опасный министр юстиции и неописуемый личный секретарь».
К ближнему кругу диктатора принадлежали также генерал Андрес Родригес (его дочь Марта была замужем за Альфредо Стресснером-младшим), начальник генштаба генерал Алехандро Фретес Давалос, командир элитного 14-го пехотного полка парагвайской армии генерал Патрисио Колман, начальник президентской службы безопасности Рамон Мартинес, директор национальной полиции Альсибиадес Бритес Борхес, начальник полиции Асунсьона Рамон Дуарте Вэра. К правительственной и военно-полицейской верхушке примыкали ведущие представители армейского и полицейского командования, партаппарата Колорадо, экономических ведомств, аффилированного частного бизнеса и стронистских общественных организаций.
Правление Альфредо Стресснера продлилось почти 35 лет. По продолжительности своей власти в Латинской Америке XX века оно уступало только Фиделю Кастро.

### Общество
Социальными опорами стресснеровского правления являлись собственническое крестьянство, городская мелкая буржуазия, служащие госаппарата, партактив Колорадо и теневые сообщества, в том числе откровенно криминального характера. Именно последние играли ключевую роль в обеспечении массовой базы режима. Комментаторы отмечали, что власть Стресснера нельзя было назвать тоталитарной в классическом понимании термина, поскольку не государство поглощало общество, а определённые общественные структуры – криминально-мафиозного характера – подчиняли себе государственную политику. С другой стороны, происходило тесное переплетение: криминальные группировки зачастую возглавлялись государственными чиновниками, офицерами армии и полиции.
Стресснер целенаправленно создавал сцепку интересов и оргструктур государства, криминала и бизнеса. В его модели теневая экономика фактически сотрудничала с правительством, наращивая инвестиционный потенциал и создавая новые рабочие места. Другим направлением социально-экономической политики стала крупномасштабная аграрная реформа, создавшая сотни тысяч новых фермерских хозяйств.
Теневые сообщества подключались к хозяйственным и социальным проектам. Типичным примером явилось отстраивание социальной инфраструктуры в асунсьонском трущобном районе Чакарита, где местный криминал фактически слился с партийной ячейкой Колорадо под руководством Рамона Акино. Такая конструкция оказалась весьма прочной, определив и долголетие диктаторского режима, и эффективность ряда проектов развития. Оборотной стороной стала высокая степень криминализации общества и государства, проникнутых уголовных понятиями и методами беспредела.
Организованная преступность была фактически легализована и в сращении с государственным, силовым и партийным аппаратом превратилась в правящую структуру Парагвая. Интересно, что марксистские авторы выделяют особую категорию парагвайской буржуазии – контрабандистскую. «Контрабандный капитал» доминировал в частном секторе парагвайской экономики над промышленным, торговым и финансовым. Контрабанда алкоголя, табачных изделий, наркотиков, кофе, автомобилей, зерновой, бобовой и мясной продукции являлась наиболее доходным бизнесом и плотно контролировалась силовиками режима. Стресснер лично распределил функции в контрабандной торговле: флот занимался перевозками водным транспортом или через таможню; конная гвардия – алкоголем и сигаретами, силы внутренней безопасности – перегонами скота, главным образом с Бразилией.
Противники называли стронистский Парагвай «Диснейлендом для гангстеров». Яркими примерами сращивания силового госаппарата с криминалом в теневом бизнесе являлись Пастор Коронель и Андрес Родригес – главные организаторы наркоторговли. Генерал Родригес при этом контролировал в Парагвае все операции по обмену валюты. Сам Стресснер владел крупными бизнес-активами в агросекторе, пивоваренной промышленности, недвижимости и инвестициях. Впоследствии совокупное состояние семьи Стресснера оценивалось в 900 млн долларов. При этом существенно, что коррупция для Стресснера являлась не столько средством обогащения (диктатор не отличался алчностью как личным качеством), сколько эффективным методом управления.

### Экономика
Режим Стресснера мог похвастаться значительными успехами в экономике. Были закончены несколько крупных инфраструктурных проектов, прежде всего в гидроэнергетике, построена сеть дорог и десятки новых городов. Возникли новые промышленные отрасли (пищевая, цементная, сталелитейная), возросло сельскохозяйственное производство. Произошло хозяйственное освоение прежде заброшенных экономически восточных регионов. Своеобразным символом успехов режима, создания современной парагвайской экономики стала постройки ГЭС «Итайпу» и города Сьюдад-дель-Эсте (ранее называемого Пуэрто-Преcиденте-Стресснер) . Даже критики Стресснера признают, что период его правления ознаменовался небывало динамичным экономическим ростом. Экономическая динамика сильно зависела от конъюнктуры внешних товарных и финансовых рынков. Но в сравнении с предыдущими периодами социально-экономическая политика режима выглядела довольно успешной.
При активном государственном дирижизме Стресснер старался стимулировать частный бизнес. В Парагвае не было налога на прибыль. Государственные расходы поддерживались на низком уровне.
Важным направлением социально-экономической политики стронизма стала аграрная реформа. Её осуществлением руководил специально созданный в 1963 Институт сельскохозяйственного благосостояния (Instituto de Bienestar Rural, IBR). Во главе IBR стоял Хуан Мануэль Фрутос – он же лидер стронистского крестьянского движения и главный идеолог режима. Программа «аграрной колонизации» создала 200–300 тысяч новых крестьянских хозяйств. Земельные участки продавались за символическую цену либо передавались новым владельцам в принудительном порядке. Поощрялась кооперация новых собственников, создание крупных агрокомпаний.
При этом даже сторонники режима признавали, что реформа сопровождалась многочисленными криминальными злоупотреблениями. Кроме того, она имела выраженный политический уклон: землёй наделялись прежде всего члены семьи Стресснера, активисты Колорадо, военные и полицейские, члены стронистских организаций и теневых сообществ, провластно настроенные крестьяне, представители покровительствуемой властями немецкой общины, иммигранты из дружественной Бразилии. Левые авторы характеризуют реформу как «преступное разбазаривание пахотной земли». Тем не менее, реформа обеспечила рост сельскохозяйственного производства и расширение массового слоя крестьян-собственников в парагвайской деревне. Это ослабило социальную напряжённость, резко подорвало влияние левых сил, хотя – что важно заметить – системная проблема бедности на селе так и не была полностью решена.
Ещё в 1967 году в Парагвае началась кампания по выращиванию сои, новой для страны сельхозкультуры. К 1987 году урожай сои перевалил за 1 млн тонн. Сельское хозяйство было механизировано: частично благодаря иностранной помощи, частично усилиями Banco Nacional de Fomento, закупившего сотни тракторов. В 1980 был построен завод по производству спирта из сахарного тростника. Проблемы с логистикой тоже были в основном решены постройкой множества мостов и дорог, в том числе важной Ruta Transchaco (Ruta Nacional Número 9). Были основаны национальные авиакомпании, обустроены аэропорты, закуплены новые суда для торгового флота. Фактически заново отстроился Асунсьон, где впервые появился водопровод.
Правительство Стресснера реализовывало социальные программы – например, возведение городского жилья для малоимущих (дешёвые типовые дома с минимумом удобств и без капитального фундамента; подобные меры принимала и чилийская правительственная хунта, когда боролась с кризисом). Семьям с невысоким доходом, например, помогал Instituto Paraguayo de Vivienda y Urbanismo, причём помогал неплохо: за период с 1964 по 1968 около четырёх тысяч семей смогли приобрести собственное жильё. Однако в целом страна оставалась бедной, большинство парагвайцев жили в тяжёлых материальных условиях (чего нельзя было сказать о правящей элите). По информации журнала Time, в 1963 году Парагвай тратил на силовые ведомства 33 % госбюджета, а на образование — 15 %. Безработица даже в лучшие годы составляла около 40 процентов. Средняя продолжительность жизни в стране едва превышала 50 лет, около 10 % не доживали до четырёхлетнего возраста, уровень детской смертности был одним из самых высоких в Западном полушарии. Около половины населения не умели читать и писать. Медицинское обслуживание, кроме как в столице и крупнейших городах, почти отсутствовало.
В результате стронистской диктатуры в Парагвае закрепилось сильное социально-экономическое расслоение. Однако произошло заметное возрастание слоя богатых и зажиточных парагвайцев. Именно при Стресснере сформировался урбанизированный средний класс. Политика Стресснера и команды его советников иногда характеризуется как «экономическое чудо»: в период с 1962 по 1973 ВВП рос в среднем на 4,9 %; с 1974 по 1981 – на 10 % в год (при том, что в конце 70-х США начали вести против страны санкционную политику, и страны Европы в 1979 резко сократили закупки мяса). Только с 1982 года в экономике наметился спад: средний рост составил 1,7 %, вновь выросла ранее побеждённая инфляция. Это явилось следствием усталости парагвайского общества от затянувшейся диктатуры, санкционного давления, раскола в правящей партии, общей смены глобальных политических трендов, то есть не столько экономических, сколько политических причин.

### Идеология
Идеология стронизма во многом наследовала прежним консервативно-националистическим позициям Колорадо. Большое место в ней занимали традиционные ценности католической культуры. Формально пропагандировались также западные принципы демократического общества. Девизом режима была триада Мир, справедливость, демократия. Оба идеологических направления, и традиционалистское, и западническое, сходились на платформе самого ярого антикоммунизма. Зачастую режим Стресснера характеризовался просто как антикоммунистический, без каких-либо добавлений, хотя стронизм был гораздо более многогранным явлением.
При этом ультраправая стронистская доктрина явно тяготела к фашизму и даже национал-социализму. Стресснеровский Парагвай предоставлял убежище бежавшим из Европы нацистам, из которых наиболее известен Йозеф Менгеле. Обычно пронацистские симпатии мотивировались крайним антикоммунизмом Стресснера, иногда – его немецким происхождением.
Однако, если проводить параллели с европейскими политическими системами, в наибольшей степени стронистский Парагвай напоминал франкистскую Испанию. Но важное отличие состояло в культурной политике. В этой сфере Стресснер допускал значительные свободы. Парагвайские бытовые нормы, печать, литература, кинематограф были гораздо раскованнее, не подвергались бюрократической регламентации. Характерный отпечаток накладывала и криминализация, с её особыми стандартами поведения.
Другой отличительной чертой стронизма был социальный популизм, пропаганда равенства и справедливости. Эти моменты настойчиво акцентировал главный идеолог режима и организатор аграрной реформы Хуан Мануэль Фрутос. Под руководством Фрутоса велись масштабные идеологические кампании, разоблачавшие номенклатурную иерархию компартий и государств «реального социализма».

### Культ
Стронистский режим был в высокой степени персонализирован. Все структуры власти замыкались на президента, все важные решения принимались лично Стресснером. Насаждался культ его личности. Официальная пропаганда восхваляла главу государства, объявляла его олицетворением мира, развития, честного труда и процветания. Стресснер сравнивался с «отцом парагвайской нации» доктором Франсия, национальными героями Карлосом Антонио Лопесом и Франсиско Солано Лопесом. Повсеместно вывешивались портреты и изречения Стресснера. Сам диктатор активно создавал имидж «единения с народом» – выходил в город без охраны, ездил по улицам в автомобиле, гулял в парках, вступал в разговоры, интересовался мнениями о себе.
Культу Стресснера способствовали некоторые реальные черты его личности. Наблюдатели отмечали, что его власть держится отнюдь не только на терроре и манипуляциях. Он быстро и адекватно усваивал суть событий в стране и мире, делал чёткие выводы и претворял их в жизнь. Диктатор отличался работоспособностью, энергией, активностью, коммуникабельностью. Многим парагвайцам импонировал его своеобразный «чёрный юмор». Он был подвержен трудоголизму, в рабочий кабинет приходил с семи часов утра (что не характерно для Латинской Америки), не был склонен к бытовой роскоши, не демонстрировал тяги к обогащению. Его любимыми видами отдыха и развлечений много лет оставались автовождение, прогулки, шахматы и рыбалка.

### Репрессии
Режим Стресснера характеризовался как жёстко репрессивный. Данные о масштабах политических преследований разнятся по разным источникам. Количество заключённых за 35 лет оценивалось почти в полмиллиона человек, количество убитых – до 10–12 и даже до 50 тысяч. Официальные данные, оглашённые в 2008 специальной Комиссией по установлению истины и справедливости таких цифр не подтвердили. Однако реальная статистика стресснеровских репрессий тоже впечатляет: около 20 тысяч арестованных и подвергнутых пыткам, около 4 тысяч убитых, почти 3,5 тысячи депортированных, более трёхсот человек пропали без вести. Общее количество жертв диктатуры – убитых, заключённых, арестованных, допрошенных, включая членов семей и других косвенно пострадавших – оценивается от 107 до почти 130 тысяч.
Инструментами политических репрессий являлись ведомства тайной полиции – Департамент расследований столичной полиции (Departamento de Investigaciones de la Policía de la Capital, DIPC) (директор Пастор Коронель), и Национальный директорат по техническим вопросам (Dirección Nacional de Asuntos Técnicos, DNAT) (директор Антонио Кампос Алум). DIPC занимался политическим сыском в масштабах всей страны, имел разветвлённую сеть информаторов и оперативных групп, отдельно контролировал положение в армии и правящей партии. На особом положении в этой структуре находился политический отдел под руководством Альберто Буэнавентуры Кантеро. DNAT специализировался на преследованиях коммунистического подполья. Показательно, что Антонио Кампос Алум стоял во главе объединения антикоммунистических общественных организаций CECA. По факту аффилировались с тайной полицией и участвовали в стронистском терроре боевые организации Колорадо – Macheteros Пастора Коронеля, Garroteros Рамона Акино, GAA Эухенио Хаке.
Особенно одиозной была репутация DNAT, который в просторечии именовался просто La Técnica — Техника (это слово приобрело в Парагвае зловещий смысл). Кампос Алум, Коронель, Буэнавентура, многие их подчинённые участвовали в жёстких допросах и широко применяли пытки. В качестве сотрудников, инструкторов, консультантов привлекались бежавшие в Парагвай нацистские преступники (в том числе бывшие чины СС). Известны случаи, когда допросы вёл лично президент Стресснер, выполнявший функции следователя – добивался от арестованных показаний о намерениях его убить.
При этом такого рода подозрения не являлись совершенно беспочвенными. Вооружённое подполье действительно имело планы убийства диктатора. Только в 1974 такие попытки предпринимались дважды. Организовать покушение с использованием взрывного устройства пытались и леворадикалы братья Рамирес Вильялба, и диссиденты Колорадо во главе с Агустином Гоибуру. Но реализовать эти замыслы не удавалось.
Суровым преследованиям подвергалась Парагвайская компартия. Закон о защите демократии объявлял коммунистическую пропаганду, тем более принадлежность к коммунистической организации тягчайшим преступлением и приравнивал к национальной измене. Генеральный секретарь ПКП Мигель Солер погиб под пытками, его преемник Антонио Майдана похищен в Буэнос-Айресе и пропал без вести, лидер парагвайского комсомола Дерлис Вильягра умер в концлагере. ПКП была практически разгромлена.
Вторым главным противником стресснеровской диктатуры являлись «эпифанисты» – сторонники находившегося в эмиграции Эпифанио Мендеса Флейтаса. В 1959 году они создали движение МОПОКО. Эти диссиденты правящей партии, выступавшие за «прогрессивный колорадизм», считались особо опасными оппозиционерами и преследовались наравне с коммунистами. В 1973 Мендес Флейтас порвал с МОПОКО и создал сугубо эмигрантскую Национальную республиканскую ассоциацию. Лидером МОПОКО стал Агустин Гоибуру. В 1977 Гоибуру был похищен и убит в аргентинском городе Парана.
Преследовались радикальные либералы, социал-демократы из РФП, правозащитники, профсоюзные активисты, католические священники, крестьяне, сопротивлявшиеся аграрной реформе. Репрессиям чаще всего подвергались участники сельских антиправительственных движений (почти 25 % всех репрессированных; наиболее массовая форма протестов), на втором месте – либералы (почти 20 %), на третьем – диссиденты правящей Колорадо (более 14 %), на четвёртом – коммунисты (10 %; сравнительно небольшая доля в общем количестве объясняется малочисленностью ПКП).
В 1992 парагвайский правозащитник Мартин Альмада обнаружил в асунсьонском пригороде Ламбаре «Архивы террора» – досье, отчёты, иная информация о государственном терроре стресснеровских времён. Стали известны шокирующие факты пыток. Родственникам жертв отправляли окровавленную одежду, аудиозаписи криков. По этим данным, Стресснер слушал по телефону, как заживо расчленяли пилой коммуниста Мигеля Анхеля Солера. Оппозиционеры исчезали среди бела дня, запросы властям об их судьбах оставались без ответа. Лишь иногда обезображенные тела находили в реках или на улицах городов.
Стронистский режим играл ведущую роль в континентальной антикоммунистической Операции «Кондор». Парагвайское участие в «Кондоре» курировали генерал Фретес Давалос и его заместитель полковник Бенито Гванес Серрано. Непосредственно оперативными мероприятиями руководили Кампос Алум и Коронель. Парагвайские спецслужбы активно участвовали и даже координировали кампанию террора против латиноамериканских коммунистов и левых политиков. Особенно тесные связи на этом направлении DNAT поддерживал с бразильской спецслужбой DOPS, аргентинской SIDE и чилийской DINA. Всего в ходе "Операции «Кондор» погибли сотни парагвайских оппозиционеров.
Годы стронизма обернулись исторической драмой для парагвайских индейцев. Официально Стресснер и его режим демонстрировали позитивное отношение к коренному населению. Язык гуарани был принят в качестве второго государственного. Однако в реальности индейцы подвергались жестоким преследованиям по этносоциальному признаку. В особенности это касалось племени аче, находящегося на первобытном уровне развития. Белые парагвайцы истребляли их фактически с согласия индейцев-гуарани, перенявших «нормы цивилизации» и креольский образ жизни. От некогда многочисленного племени осталось около пятисот человек. Но и одна из ветвей гуарани сократилась в результате террора с 250 тысяч до 30 тысяч. Индейцев подвергали принудительной депортации, на них устраивали охоту – травили собаками, разбрасывали отравленную пищу, ставили капканы. Практиковалась работорговля, центром которой стал город Сан-Хуан-Баутиста (цена на индейского мальчика составляла от 20 до 80 долларов). В 1974 году ООН обвинила парагвайский режим в рабстве и геноциде.
Уровень репрессий варьировался в зависимости от общеполитической ситуации в Парагвае и вокруг него. Периодически Стресснер брал курс на либерализацию режима. В 1959, под давлением функционеров Колорадо и их союзников в генералитете, было временно отменено осадное положение, освобождены политзаключённые, разрешён возврат политэмигрантов, значительно смягчена цензура. В 1977, под давлением американской администрации, была освобождена группа политзаключённых, включая и коммунистов (в том числе Майдана, позже похищенный в 1980). Наблюдатели отмечали, что в 1970–1980-х репрессии приобрели выборочный «точечный» характер, политический террор в основном перешёл в «скрытую» форму.

### Международные связи
В своей международной политике Альфредо Стресснер позиционировался прежде всего как активный антикоммунист. Он не без оснований претендовал на статус лидера мирового антикоммунистического движения, являлся одним из столпов Всемирной антикоммунистической лиги (ВАКЛ). XII конференция ВАКЛ в апреле 1979 проходила в Асунсьоне под председательством Хуана Мануэля Фрутоса. Вторым принципом Стресснера на международной арене был парагвайский национализм.
Стронизм осуществлял активную антикоммунистическую экспансию в другие страны Латинской Америки. Ярким её примером являлась деятельность парагвайского эмиссара в Уругвае Анхеля Кросы Куэваса. Врач-психиатр с уголовным прошлым под прикрытием парагвайского посольства в Монтевидео играл важнейшую роль в уругвайских антикоммунистических организациях, в том числе «эскадронах» Националистической вооружённой обороны.
Парагвай 1970-х выступал инициативной организующей силой в конгломерате антикоммунистических правоавторитарных диктатур Южного конуса. Стресснер имел репутацию политика, «без которого в Латине не делается ничего».
Главными союзниками стронизма являлись правоавторитарные военные режимы Латинской Америки – бразильский, чилийский, боливийский, аргентинский, уругвайский. Наиболее тесные связи Парагвай установил с Бразилией, особенно при президентах Умберту Кастелу Бранку, Эмилиу Гаррастазу Медиси, Эрнесту Гайзеле. Наряду с политическим союзом и оперативным взаимодействием в рамках «Кондора», развивалось экономическое сотрудничество. Бразилия крупно инвестировала строительство ГЭС «Итайпу». Поощрялась бразильская иммиграция в Парагвай, крестьяне-бразигвайцы на льготных условиях наделялись землёй в ходе парагвайской аграрной реформы. Сближение с Бразилией позволяло Стресснеру вывести Парагвай из-под контроля Аргентины, что являлось давней задачей национальной политики.
Отношения Парагвая с Аргентиной были весьма сложными, особенно при Пероне с его геополитическим амбициями. Президент Стресснер поторопился удалить Перона с парагвайской территории, куда он прибыл после свержения по приглашению министра Инсфрана. Однако стронистский режим сотрудничал с идеологически близкой аргентинской военной хунтой. Хорхе Рафаэль Видела стал одним из приоритетных партнёров Стресснера на основе антикоммунизма и операции «Кондор». Традиционно напряжённые отношения между Парагваем и Боливией также были вполне нормализованы Стресснером при президентстве Уго Бансера, опять-таки, на основе антикоммунистической общности и оперативных задач «Кондора» (переворот 1971 года, приведший Бансера к власти, был организован из Парагвая). В Уругвае союзником Стресснера выступали президенты Хорхе Пачеко Ареко и Хуан Мария Бордаберри.
Самые дружественные отношения установились у Стресснера с режимом Аугусто Пиночета в Чили. Визит генерала Пиночета в Асунсьон 1974 года явился его первой зарубежной поездкой. Стресснер наградил Пиночета высшим военным орденом Парагвая. В благодарственной речи Пиночет отметил исключительную важность дружественной позиции Парагвая по отношению к Чили.
Всемерная поддержка оказывалась режиму Анастасио Сомосы в Никарагуа. Сандинистскую революцию Стресснер считал актом коммунистической агрессии. На сессии ОАГ в июне 1979 года парагвайская делегация была единственной (за исключением представителей самого Сомосы), которая проголосовала против резолюции о немедленном отстранении Сомосы от власти. После бегства из Никарагуа свергнутый Сомоса поселился в Парагвае. Стресснер лично принял его в своей резиденции, выделил особняк для проживания, гарантировал полную безопасность и снабдил охраной, подготовленной по методикам Третьего рейха. Однако это не уберегло Сомосу, убитого 17 сентября 1980 Сомоса в результате организованной сандинистами операции «Рептилия». Был подорван престиж тайной полиции и персональные служебные позиции её руководства (особенно Пастора Коронеля). В силовом блоке режима произошло существенное перераспределение полномочий и влияния в пользу армейского командования.
Вне американского континента ближайшим союзником Стресснера выступал Тайвань Чан Кайши и Цзян Цзинго. Парагвай признавал правительство Гоминьдана единственной законной властью Китая, резко выступал против КНР. Дружественные отношения поддерживались с Южной Кореей Ли Сын Мана и Пак Чжон Хи. Стресснер, Чан Кайши и Пак Чжон Хи активно сотрудничали в рамках ВАКЛ. Стресснер игнорировал международный бойкот режима апартеида. Он поддерживал союзнические отношения с ЮАР Хендрика Фервурда и Балтазара Форстера. В апреле 1975 Стресснер посетил ЮАР с официальным визитом и подписал с Форстером пакет соглашений о сотрудничестве. В ближневосточном конфликте он занимал сторону Израиля (несмотря на наличие в Парагвае влиятельной арабо-палестинской общины).
Стресснер лично встречался с императором Японии Хирохито, президентом Франции Шарлем де Голлем. В Европе, наряду с Испанией, отдавал приоритет связям с ФРГ. Однако в отношениях с Западной Германией, как и с Израилем, периодически возникали сложности из-за предоставления парагвайского убежища нацистам. Из восточноевропейских стран стронистский Парагвай имел дипломатические отношения только с титоистской Югославией.
Особое место в парагвайской политике занимали отношения с США. В первое двадцатилетие стронизма американские администрации видели в антикоммунисте Стресснере деятельного союзника в Холодной войне. Администрация Дуайта Эйзенхауэра сразу после избрания Стресснера предоставили Парагваю заём в 7,5 млн долларов. Ричард Никсон, в то время вице-президент США, посетив Асунсьон в 1958, восхищённо отзывался о парагвайцах как о «самой антикоммунистической нации в мире». США поставляли оснащение парагвайской армии, обучали парагвайских офицеров. Парагвайский контингент поддержал американские войска при вторжении в Доминиканскую Республику и свержении левого правительства в 1965. Стресснер предлагал направить парагвайские войска во Вьетнам (президент США Линдон Джонсон не посчитал это целесообразным).
Американо-парагвайские отношения резко ухудшились во второй половине 1970-х. Администрация Джимми Картера развернула глобальную кампанию в защиту прав человека и с этих позиций резко критиковала парагвайский режим. Конгресс США прекратил финансирование военной помощи Парагваю. Со своей стороны, Стресснер резко критиковал Картера за то, что тот «не умеет ценить настоящих друзей Америки». Особенно обострило ситуацию назначение послом США в Парагвае убеждённого правозащитника Роберта Уайта. В ответ парагвайские власти жёстко критиковали Картера и его политику. Выступая на асунсьонской конференции ВАКЛ, Антонио Кампос Алум употребил термин «картерокоммунизм» как обозначение нового опасного противника.
Избрание президентом США крайнего антикоммуниста Рональда Рейгана поначалу нормализовало отношения. Однако вскоре администрация Рейгана присоединилась к осуждению стресснеровского режима за диктаторское правление, грубые нарушения прав человека, масштабные криминальные операции. Именно при Рейгане США отменили давние торговые преференции Парагвая. Однако к его дистанцированию Стресснер относился с пониманием, заявив: «Встреча со мной не будет для него полезной».

### Антиправительственные протесты середины-конца 1970-х
Очередной всплеск антирежимной борьбы произошёл во второй половине 1970-х. Вооружённую борьбу повели подпольные структуры леворадикальной Военно-политической организации, прокоммунистического Объединённого фронта национального освобождения, крестьянского Движения 14 мая. Эти движения были жёстко подавлены армией и МВД, лидеры и активисты арестованы, подвергнуты пыткам, в ряде случаев убиты без суда. В конце 1975 – начале 1976 под предлогом «борьбы с партизанами и происками коммунистов» правительство развернуло новую волну репрессий. Были арестованы около 2 тысяч человек.
С начала 1970-х в крупнейшую оппозиционную силу превратилась парагвайская католическая церковь. Конференция католических епископов Парагвая регулярно выступала с оппозиционными воззваниями. После подавления студенческих беспорядков в Асунсьоне 1972 года Архиепископ Ролон Сильверо фактически возглавил протестное движение. Католическая церковь рассматривалась как единственный социальный институт, неподконтрольный Стресснеру. Министр внутренних дел Монтанаро был отлучён от церкви.
Вторая половина 1980-х стала для Латинской Америки временем демонтажа диктатур. Перешла к гражданскому правлению Бразилия, пала военная хунта в Аргентине, восстановились конституционные порядки в Уругвае, потерпел поражение Пиночет на референдуме в Чили. Под влиянием этих событий усилились антиправительственные протесты в Парагвае. В 1986 Асунсьон потрясли крупнейшие беспорядки за всё время стресснеровского правления. Несколько недель полиция разгоняла демонстрации, применяя автоматические винтовки, слезоточивый газ, водомёты и электрические дубинки. Окружение президента стало спешно распродавать недвижимость. Сам диктатор зондировал возможности получения убежища в Баварии или на Тайване.
Однако режим выстоял и перешёл в контрнаступление. С 20 мая 1986 прекратила существование единственная оппозиционная радиостанция «Ньяндути». Оппозиция оказалась слишком слаба, чтобы возглавить сопротивление диктатуре. Среди её лидеров отсутствовали чёткие представления о путях и методах борьбы, о перспективах дальнейшего развития страны. Вопрос о власти как таковой вызывал серьёзные разногласия. Силовые структуры – 14-тысячная армия, 50-тысячная полиция, 60 тысяч резервистов, 100 тысяч бойцов национальной и территориальной гвардий оставались лояльны Стресснеру. Особую агрессивность проявляли боевики партийных милиций Колорадо – Macheteros, Garroteros, GAA.

## Свержение

### Кризис
Признаки скорого конца диктатуры явственно проявились в 1988, при визите в Парагвай Папы Римского Иоанна Павла II. Восторженная встреча Папы вылилась в массовые антистронистские манифестации. На фоне экономических трудностей и внешней изоляции в стране ширилось недовольство диктатурой престарелого президента (в 1987 году Стресснеру исполнилось 75 лет), произволом его окружения.
Произошёл раскол в партии Колорадо. Фракция Tradicionalistas («традиционалисты») во главе с Луисом Марией Арганьей выступала за отставку Стресснера, изгнание из власти «Золотого квадрата» и проведение некоторых либерально-демократических реформ. Идеологом этого течения стал Эдгар Инсфран, взгляды которого эволюционировали в демократическом направлении. Сторонники диктатора группировались во фракции Militancias («активисты», «воинствующие»). Ведущими её лидерами были Сабино Монтанаро, Эухенио Хаке, Пастор Коронель и Рамон Акино. Они выступали за максимальное ужесточение режима и идеологизированную политику стронизма. Вопрос о преемственности власти они предлагали решить через пожизненное правление Стресснера и последующую передачу президентства его сыну, полковнику ВВС Парагвая Густаво Стресснеру. Лозунгом этой группы стало «После Стресснера – Стресснер!»
1 августа 1987 Мilitancias одержали победу на съезде Колорадо и установили полный контроль над партией. Собрания «традиционалистов» разогнали гангстеры-боевики Акино. Была проведена партийная чистка, на все значимые должности поставлены доверенные функционеры «Золотого квадрата». Сам Стресснер однозначно занимал сторону «воинствующих» и был готов к жёсткому курсу.
Фактически раскололась и военная верхушка. Верность президенту сохранял начальник генштаба Алехандро Фретес Давалос. Однако лидером военной оппозиции сделался ближайший соратник, друг и родственник Стресснера – генерал Андрес Родригес. Имеются данные, что с декабря 1988 года началась практическая подготовка к свержению Стресснера. К генералу Родригесу примкнули влиятельные военные – генерал Виктор Агилера Торрес, вице-адмирал Эдуардо Гонсалес Петит, полковники Лино Овьедо, Оскар Диас Дельмас, Педро Консепсьон Окампос, Лоренцо Каррильо Мельо, Педро Окампос, Хорхе Мендоса, Эдуардо Альенде, Эумелио Берналь, Марино Гонсалес, Рехис Ромеро, Феликс Балмори, Марино Гонсалес, Хосе Сеговиа Болтес.
Через свою дочь, невестку Стресснера, Родригес почти открыто рекомендовал главе государства согласиться на отставку и реформы, однако получил отказ. Стресснер даже поставил вопрос об увольнении самого Родригеса. В начале 1989 года он распорядился закрыть все пункты обмена валюты, что нанесло сильнейший удар по личному бизнесу Родригеса. Однако и после этого Родригес не сразу решился на выступление. По слухам, генерал Овьедо даже угрожал ему гранатой, если тот не начнёт мятеж.

### Переворот
Вечером 2 февраля 1989 заговорщики начали военный мятеж, переросший в государственный переворот. Попытка захватить Стресснера в доме его любовницы Наты Лехаль не удалась. Охрана сумела отстреляться, в столкновении погибли несколько человек, Стресснер прорвался из окружения и пробрался в штаб-квартиру главнокомандования. В здании занял оборону верный диктатору полк сопровождения президента. Стресснер твёрдо решил сопротивляться, уверенный в успехе. Последующие рассказы о его якобы старческой неадекватности, просмотре мультфильмов в разгар событий и немедленном согласии на отставку не соответствуют действительности.
Вместе с ним в офисе главнокомандования находились его сын Густаво и группа высших военачальников. В ночных перестрелках с обеих сторон погиб 31 человек, 58 были ранены. Интересно, что Стресснер требовал «спасти Родригеса» и не сразу поверил, когда сын раскрыл ему, кто стоит во главе мятежа.
Именно Густаво Стресснер убедил отца прекратить сопротивление («иначе нас всех перебьют»). Стресснер-старший был сломлен и деморализован подтверждённым известием об «измене родственника». Переговоры о капитуляции вёл с Родригесом генерал Фретес Давалос. В половину четвёртого утра Альфредо Стресснер подписал заявление об отставке. Офис главнокомандования был занят мятежниками. Свергнутый президент отконвоирован полковником Овьедо в расположение мятежного полка.
Андрес Родригес выступил с обращением к нации. Он объявил об отстранении Стресснера от власти, анонсировал демократические реформы, пообещал впредь соблюдать права человека, сотрудничать с католической церковью, защищать романские и католические традиции Парагвая.
Свергнутый диктатор был взят под стражу. Однако новые власти посчитали опасным его пребывание в Парагвае даже в качестве заключённого. 5 февраля он с женой и сыновьями был выслан в Бразилию. При перелёте его сопровождал бразильский посол в Парагвае Орландо Соза Карбонар, отмечавший «поразительную ясность сознания» свергнутого диктатора.

## Эмиграция
17 лет А. Стресснер прожил частной жизнью в Бразилиа. Не только правые президенты Фернанду Колор ди Мелу и Итамар Франку, но и центрист Фернанду Кардозу и левый Лула да Силва не препятствовали этому. Жил Стресснер в уединении, но его бытовые условия были весьма комфортны. Занимался он в основном шахматами и рыбной ловлей.
Вернуться в политику не пытался, однако несколько раз зондировал возможность возвратиться в Парагвай, чтобы умереть на родине. Однако парагвайские правительства, в том числе правые, всегда отказывали в этом.
Скончался от пневмонии и начавшегося сепсиса в возрасте 93 лет.

## Семья
А. Стресснер был женат, имел двух родных сыновей, родную дочь и приёмную дочь. Жена – Элихия Мора Дельгадо де Стресснер, более известная как Лихия Стресснер – женщина скромного происхождения, бывший медработник, всячески дистанцировалась от политики и от функций первой леди, предпочитала жизнь домохозяйки и матери семейства. Скончалась в Асунсьоне незадолго до мужа в возрасте 95 лет.
Многие исследователи биографии Альфредо Стресснера утверждают, будто он имел немало внебрачных связей и около 30 внебрачных детей. О его отношениях и жестоком обращении с несовершеннолетними детьми (от 8 лет) стало известно после его падения, что еще больше запятнало его имидж.
Густаво Стресснер, старший сын Альфредо, служил в военной авиации, был активистом Колорадо, единомышленником отца и потенциальным преемником. С 1989 вместе с отцом жил в Бразилии. В Парагвае против него было возбуждено уголовное дело по обвинению в коррупции. В конце 2010 уголовное преследование было прекращено. Густаво Стресснер внёс залог в миллион долларов и смог вернуться на родину. Однако через полтора месяца он скончался в возрасте 65 лет.
46-летний Уго Альфредо Стресснер-младший, зять Андреса Родригеса, скоропостижно скончался в Асунсьоне в 1993 (по некоторым данным, причиной смерти стала передозировка наркотиков).
Грациэла Стресснер Мора, дочь Альфредо Стресснера, после 1989 года жила на родине с матерью. Её сын, Альфредо Стресснер Домингес, известный как Голи Стресснер, внук Альфредо Стресснера-старшего, был сенатором от партии Колорадо. В 2013 президент Парагвая Орасио Картес назначил его представителем Парагвая в ООН. Голи Стресснер – убеждённый и активный стронист, подчёркивает свою верность заветам деда.

## Продолжение политической традиции
Отношение к Альфредо Стресснеру в современном Парагвае крайне противоречиво. Споры о его личности, правлении и наследии вызывают острые конфликты. Многие парагвайцы не могут простить Стресснеру диктаторского произвола, жестоких репрессий, пыток и убийств. Однако Стресснер имеет и немало приверженцев, которые ставят ему в заслугу наведение порядка, национальный патриотизм, подавление коммунистических тенденций, интенсивное экономическое развитие и активную социальную политику. Левые исследователи констатируют устойчивость «стронизма как системы» – совокупности социальных структур, продолжающих стронистскую традицию в современности.
На выборах 2018 года президентом Парагвая был избран Марио Абдо Бенитес – сын личного секретаря Стресснера, известный своими симпатиями к бывшему диктатору.

## След в культуре

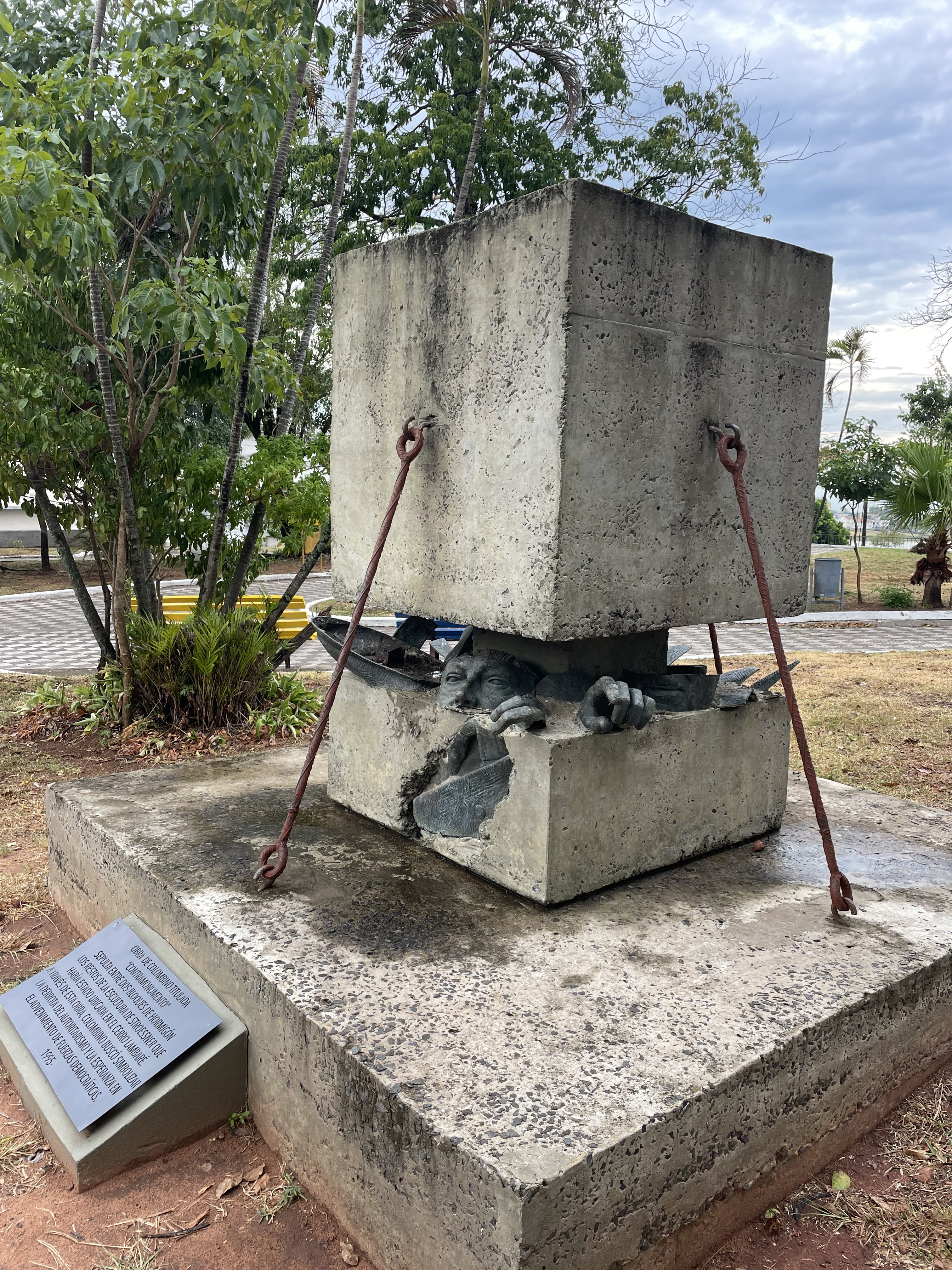
Монумент диктатуре Стресснера, в Асунсьон на площади "Пропавших без вести", рядом с президентским дворцом.
Координаты: 25°16′37,81″ ю. ш. 57°38′17,83″ з. д.

- Роман Грэма Грина «Почётный консул» (1973) рассказывает о борцах против диктатуры Стресснера.
- В романе Гарри Гаррисона «Пропавший лайнер» парагвайские оппозиционеры и уругвайские городские партизаны-тупамарос объединяются, чтобы ликвидировать Стресснера на борту лайнера «Королева Елизавета II».

## Награды
- Большой крест ордена Карлоса III[84]